# جون كولوم
جون كولوم (بالإنجليزية: John Cullum)‏ مواليد 2 مارس 1930 في نوكسفيل، الولايات المتحدة، هو ممثل أمريكي بدأ مسيرته الفنية سنة 1960. درس في جامعة تينيسي.

## أعماله
- هاملت
- ذا إدج أوف نايت
- حياة واحدة للعيش
- ممسوس بملاك
- سيمبلين
- الصاع بالصاع (مسرحية)
- الأمور بخواتمها
- اقتل أعزائك
- القانون والنظام: الوحدة الخاصة للضحايا
- ماد من (مسلسل)
- ذا ميدل
- 30 روك
- كيمي شميت القوية
- إي آر (مسلسل)

## الجوائز
- جائزة توني
- جائزة دراما ديسك

## روابط خارجية
- جون كولوم على موقع IMDb (الإنجليزية)
- جون كولوم على موقع ألو سيني (الفرنسية)
- جون كولوم على موقع ميوزك برينز (الإنجليزية)
- جون كولوم على موقع أول موفي (الإنجليزية)
- جون كولوم على موقع أول موفي (الإنجليزية)
- جون كولوم على موقع قاعدة بيانات برودواي على الإنترنت (الإنجليزية)
- جون كولوم على موقع قاعدة بيانات الأفلام السويدية (السويدية)
- جون كولوم على موقع إن إن دي بي (الإنجليزية)
- جون كولوم على موقع ديسكوغز (الإنجليزية)
- جون كولوم على موقع قاعدة بيانات الفيلم (الإنجليزية)